# Stazione di Seregno
La stazione di Seregno si trova sulla ferrovia Chiasso-Milano; da Seregno si diramano la linea locale per Carnate, e la linea per Saronno.

## Storia

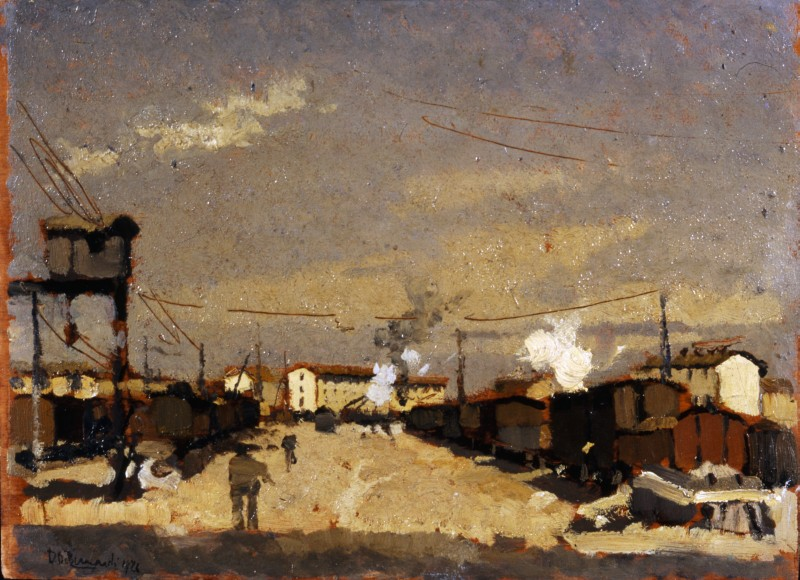
Domenico De Bernardi, La stazione di Seregno, 1926, Milano, Collezioni d'arte della Fondazione Cariplo

La stazione ferroviaria di Seregno entrò in funzione il 6 ottobre 1849, contestualmente all'attivazione della tratta ferroviaria da Monza a Camnago.
Nel 31 dicembre 1887 venne inaugurata la linea per Saronno delle FNM per sessantanove anni rimase a trazione a vapore, nel 1956 venne elettrificata, ma due anni dopo venne chiusa al traffico passeggeri e questa linea rimase solo per i merci, l'elettrificazione funzionò fino al 1977 da quell'anno fino al 2010 fu percorsa da treni a trazione Diesel.
Nel 2010 iniziarono i lavori di ripristino della tratta che durarono due anni; infine, la linea per Saronno venne riaperta al traffico viaggiatori il 9 dicembre 2012, in occasione del prolungamento della linea S9 da Seregno a Saronno.

## Strutture e impianti
L'edificio, completato nel 1849, presenta due sale d'attesa e una biglietteria.
Il piazzale è composto da sei binari. Nel dettaglio:
- Binario 1 tronco: binario leggermente dislocato rispetto agli altri cinque binari,[3] viene utilizzato dai treni per da e per Carnate-Usmate; al gennaio 2024 risulta pertanto attualmente privo di traffico regolare, stante la sospensione del servizio ferroviario su tale relazione a partire dal 2018.
- Binario 1: viene utilizzato dai treni con numerazione dispari, cioè quelli che si dirigono verso sud in direzione Milano provenienti da Como-Chiasso.
- Binario 2: viene utilizzato dai treni con numerazione pari, cioè quelli che si dirigono verso nord in direzione Como-Chiasso.
- Binario 3: viene utilizzato dai treni da Saronno per Albairate (dispari).
- Binario 4: viene utilizzato dai treni da Albairate per Saronno (pari).
- Binario 5: viene utilizzato dai treni da/per Albairate, per rimessa o manovra.

Tutti i binari sono dotati di banchina; i binari 2 e 3 sono dotati anche di una tettoia.
Altri sei binari sono usati per manovra agli attigui capannoni ove vengono ricoverati veicoli per la manutenzione, le locomotive e i mezzi per lo scalo merci disposto di fronte rispetto alla stazione.

## Movimento
La stazione di Seregno è servita dalle linee S9 (Saronno-Seregno-Milano-Albairate Vermezzo), S11 (Chiasso-Como-Milano-Rho) del servizio ferroviario suburbano di Milano, dai treni regionali (Seregno-Carnate Usmate) momentaneamente sostituitui con servizio autobus, e dai treni RegioExpress di linea RE80 (Locarno-Lugano-Chiasso-Milano).
Il servizio passeggeri è svolto da Trenord.

## Servizi

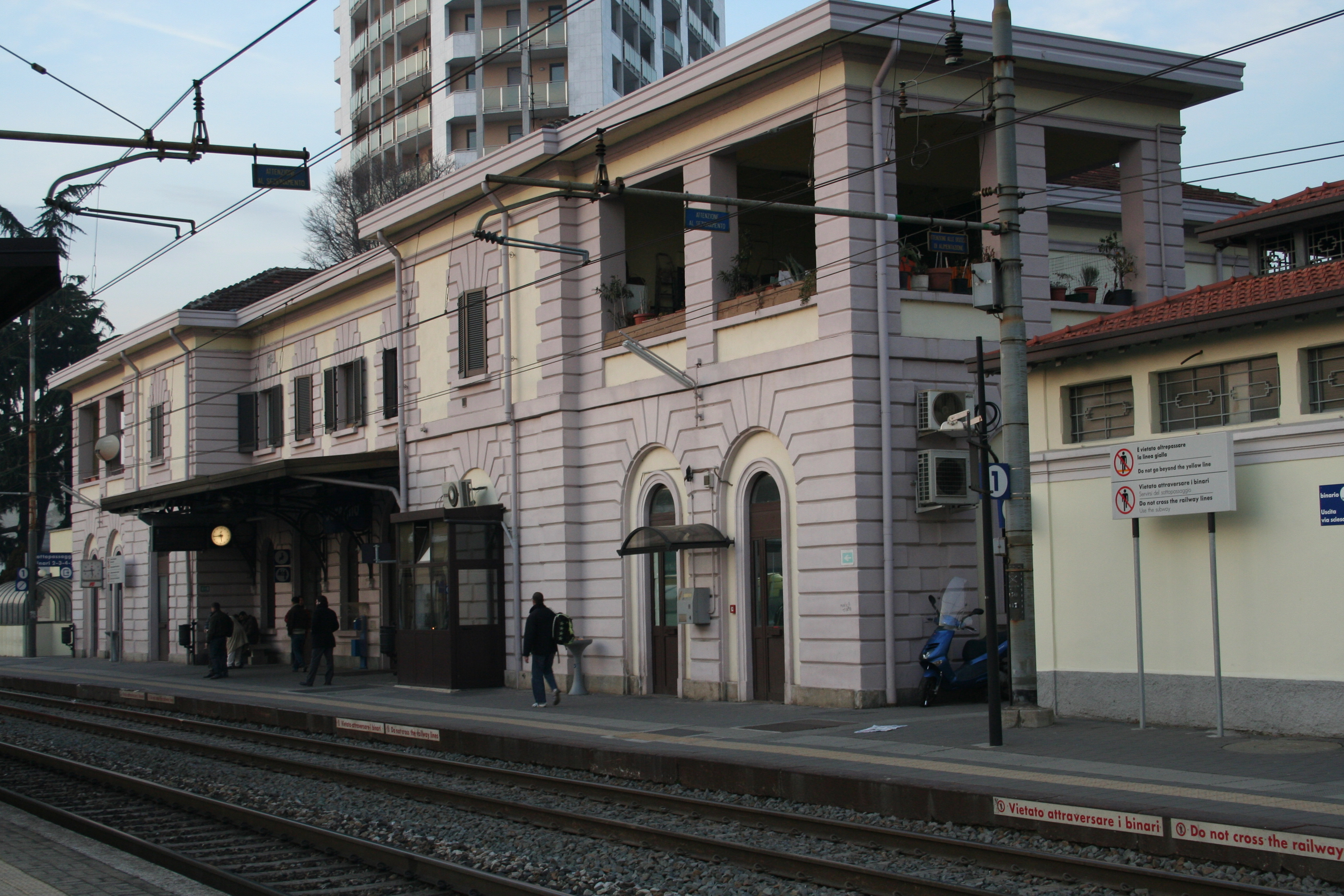
La stazione - vista lato binari

Di fronte all'uscita principale del fabbricato viaggiatori è presente la fermata degli autobus urbani e l'area di sosta dei taxi.
Adiacente al fabbricato viaggiatori è presente un sottopassaggio pedonale, dotato di ascensori, che mette in comunicazione le banchine dei binari dall'1 al 5, con accesso anche sull'altro lato del fascio ferroviario (Via Comina).
Al termine nord della banchina del binario 1 è presente un sottopassaggio pedonale urbano, dotato di ascensori, che collega via Magenta con via Solferino (senza accesso alle altre banchine della stazione, site più a sud).
In corrispondenza del binario 1 tronco, posto al termine sud del binario 1, è dislocata l'area di interscambio ferro-gomma con i bus interurbani.
- Biglietteria
- Biglietteria automatica
- Servizi igienici
- Bar

## Interscambi
Fra il 1910 e il 1952 presso la stazione era presente una fermata della tranvia Monza–Meda–Cantù.
Ad aprile 2023 sono stati avviati i lavori di costruzione della tranvia Milano-Seregno, che effettuerà capolinea presso la stazione.